# Mait Riisman
Mait Riisman (Tallinn, 23 settembre 1956 – Mosca, 17 maggio 2018) è stato un pallanuotista sovietico, vincitore di una medaglia d'oro alle olimpiadi di Mosca 1980.